# Louis-Fouquet de Vincens de Saint-Michel d'Agoult
Louis-Fouquet de Vincens de Saint-Michel, marchese d'Agoult (o anche d'Agoust e d'Agout) (Saint-Michel, 5 dicembre 1737 – Londra, 19 febbraio 1813) è stato un nobile e militare francese, famoso per il suo ingiusto arresto di d'Esprémesnil poco prima della rivoluzione.

## Biografia
Louis-Fouquet de Vincens nacque al castello di Saint-Michel, vicino a Forcalquier, in Provenza, il 5 dicembre 1737, e fu battezzato il giorno dopo. Era il primo degli otto figli di André d'Agoult, cavaliere, barone de Saint-Michel, capitano del reggimento di Tolosa, fanteria, e di Magdeleine Daunet de Grandmaison. Aveva quattro fratelli e tre sorelle minori. Il 22 marzo 1768 succedette al padre come barone de Saint-Michel e fu chiamato "marchese d'Agoult" dal fratello abate. Il 17 giugno 1770, fu nominato cavaliere di San Luigi. Amico e confidente del re Luigi XVI e della regina Maria Antonietta, per onore della vecchia discendenza nobiliare, sebbene cortese nell'adempimento del suo dovere, questo fedele realista era intrepido e fermo.
Durante l'ancien régime, fece tutta la sua famosa carriera nel reggimento delle guardie francesi, che facevano sempre capo alla Maison du Roi: 2ª insegna il 30 maggio 1751, 1ª insegna il 13 marzo 1755, sottotenente il 15 febbraio 1761, tenente il 6 settembre 1767, colonnello il 9 maggio 1771, aiutante maggiore l'8 marzo 1772. Il 27 maggio 1781, fu capitano delle guardie del principe di Condé ed ebbe l'onore di battersi in duello con lui per un'offesa circa una donna che entrambi amavano. Questo affare gli costò il favore del principe fino all'esilio inglese alla fine del 1812, ma non gli impedì di fare la sua strada: il 1º gennaio 1784 fu brigadiere dei campi e delle armate, e il 7 novembre 1785 colonnello di fanteria.

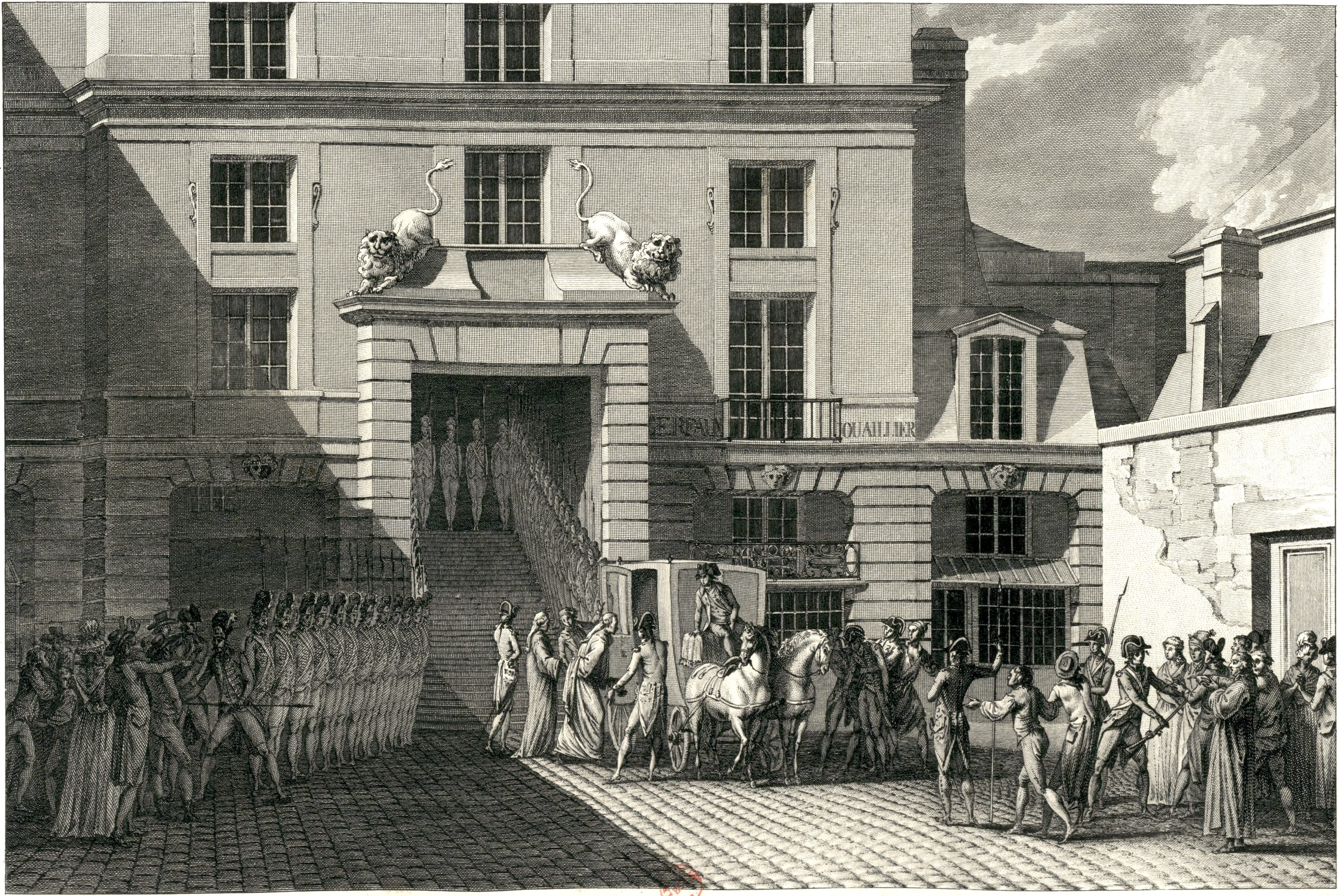
L'arresto di Goislard ed Eprémesnil, al Parlamento di Parigi, il 6 maggio 1788 da parte delle guardie francesi, di Abraham Girardet.

Il 9 marzo 1788, fu promosso maresciallo di campo e delle armate del re. Il 6 maggio dello stesso anno, come capitano alla testa di sei compagnie di trecento soldati francesi e due compagnie di guardie svizzere, agli ordini del maresciallo de Biron, fu incaricato dal re su richiesta del ministro delle finanze, il cardinale de Brienne, di arrestare, nel cuore del Parlamento di Parigi, i consiglieri Duval d'Eprémesnil e Goislard de Montsabert, i capi della fronda che non rispettavano i principi dell'assolutismo regio, e rimuovere la chiave dai locali del Palais de Justice. Fu con esagerazione che il direttore Barras scrisse più tardi nelle sue memorie che si era comportato in questa circostanza "con la dignità di un cavaliere della maréchaussée". La corte di Versailles fu grata a questo ufficiale della sua fermezza in difesa dell'autocrazia e, il 5 ottobre 1788, fu chiamato a succedere al marchese de Sauzay, come maggiore generale del reggimento delle guardie, al comando del duca du Châtelet e del conte de Marban. Il 16 novembre 1788, fu nominato governatore di Épinal.
Dopo la presa della Bastiglia, quando il reggimento unitosi ai rivoluzionari sotto la guida del sergente Pierre-Augustin Hulin fu sciolto dal re, si dimise e prestò servizio allo stato maggiore dell'esercito dei Tre Vescovati, dove era responsabile dei problemi di trasporto. Fu un soldato del duca de Choiseul, colonnello del reggimento dei dragoni reali ancora fedeli al re. Nell'aprile 1791, il generale Bouillé lo considerava un uomo d'onore e di coraggio, e lo propose come l'assistente più affidabile per accompagnare il re e la sua famiglia nel viaggio che si concluse a Varennes, dicendo che era necessario in una circostanza del genere per arginare l'inaffidabilità del re quando era sotto pressione. La sua perfetta conoscenza della rete degli uffici postali fu un prezioso supporto per il conte di Fersen, che ignorava praticamente tutto del piccolo mondo di palafrenieri e postiglioni. Ma, all'ultimo minuto, il re non aveva potuto portarlo a bordo della berlina, perché la marchesa de Tourzel voleva far parte del gruppo in quanto governante dei figli di Francia: la spedizione perse un uomo esperto in colpi di mano, capace e conoscitore del territorio, che li avrebbe salvati. Il 19 agosto 1791, fu arrestato per osservazioni sprezzanti sulla Guardia nazionale.
Emigrato, durante la disastrosa rivoluzione, i suoi beni furono sequestrati e venduti nell'anno III: il suo castello di Saint-Michel, situato sulla piazza della chiesa inferiore, fu messo all'asta e diviso in più lotti. Fece la campagna del 1792 nell'esercito dei principi e fu maggiore degli uomini d'armi a piedi. Fu inviato dai principi all'esercito prussiano. Nel settembre 1795, venne proposto in Inghilterra come governatore dell'isola d'Houat e possibilmente di Belle Isle.
Fedele suddito di Luigi XVIII sino alla fine, non rivide più la Francia e il ritorno dei Borboni. Morì in esilio a Londra il 19 febbraio 1813, senza posterità.